# Aéroport de Constantine - Mohamed Boudiaf
L'aéroport de Constantine - Mohamed Boudiaf (code IATA : CZL • code OACI : DABC), construit en 1943 pour l'armée américaine, est un aéroport international algérien, situé sur la commune de Constantine à 12 km au sud de la ville.

## Présentation
L'aéroport de Constantine est un aéroport civil international desservant la ville de Constantine, troisième ville la plus importante d'Algérie, et sa région (wilayas de Constantine, de Skikda, de Guelma, d'Oum-El-Bouaghi et de Mila). Il est géré par l'établissement de gestion de services aéroportuaires de Constantine.

## Situation

### Carte des aéroports de l'Algérie
| \| 100 km1:14 790 000 \| Adrar Alger Annaba Batna Béjaïa Biskra Boufarik Chlef Constantine Ghardaïa Hassi Messaoud In Amenas Jijel Oran Sétif Tamanrasset Tébessa Tlemcen Béchar Bordj Mokhtar Djanet El Bayadh El Goléa El Oued Illizi In Salah Ghriss Ouargla Tiaret Timimoun Tindouf Touggourt |
| 100 km1:14 790 000 |

Carte statique des aéroports d'Algérie.Carte dynamique des aéroports d'Algérie.

## Histoire
L'aéroport de Constantine, dénommé "Mohamed Boudiaf" en hommage à l'ancien chef de l'État algérien, est un aéroport civil international, situé sur le plateau d'Ain El Bey à 12 km du centre-ville de Constantine.
Il a été construit en 1943 lors de la Seconde Guerre mondiale pour les besoins de l'armée américaine, en effet, cet aéroport était une base de soutien et d'appui pour les avions de l'US Air Force en Afrique du Nord. Depuis, il a subi des aménagements et diverses extensions, et il s'est notamment ouvert aux vols commerciaux nationaux, internationaux et charters.

## Trafic
| Année     | 2006    | 2007     | 2008    | 2009    | 2010    | 2011    | 2012    | 2013    | 2014    | 2015    | 2016      | 2017      | 2018      | 2019      | 2020              |
| --------- | ------- | -------- | ------- | ------- | ------- | ------- | ------- | ------- | ------- | ------- | --------- | --------- | --------- | --------- | ----------------- |
| Trafic    | 585 412 | 613 438  | 638 019 | 685 059 | 629 315 | 667 473 | 691 142 | 725 031 | 801 130 | 855 239 | 1 116 415 | 1 049 837 | 1 099 473 | 1 092 491 | 236 848(covid-19) |
| Évolution | 0%      | +135.62% | +4.01%  | +7.37%  | -8.14%  | +6.06%  | +3.55%  | +4.9%   | +10.5%  | +6.75%  | +30.54%   | −6 %      | +5 %      | −1 %      | −78 %             |

Pour des raisons techniques, il est temporairement impossible d'afficher le graphique qui aurait dû être présenté ici.

Voir la requête brute et les sources sur Wikidata.

## Compagnies aériennes et destinations
| Compagnies          | Destinations |
| ------------------- | --- |
| Air Algérie         | - Adrar/Touat, - Alger-Houari-Boumédiène, - Bâle-Mulhouse, - Béchar (Leger), - El Goléa, - Ghardaïa - Noumérat - Moufdi Zakaria, - Hassi Messaoud-Oued Irara, - Istanbul, - Lille Lesquin, - Lyon-Saint-Exupéry, - Marseille-Provence, - Metz-Nancy-Lorraine - Nice-Côte d'Azur, - Oran-Ahmed-Ben-Bella, - Ouargla, - Paris-Charles de Gaulle, - Paris-Orly, - Tamanrasset, - Tindouf En saison : Djeddah - Roi-Abdelaziz, Médine-Prince M. Bin Abdulaziz, Toulouse-Blagnac |
| Tassili Airlines    | - Alger-Houari-Boumédiène, - Zarzaïtine - In Amenas, - Béchar (Leger), - Touggourt-Sidi Mahdi, - Hassi Messaoud-Oued Irara, - Bordj-Badji-Mokhtar, - Adrar/Touat, - Tindouf, - Ouargla, - Taftan, - Strasbourg, |
| Transavia France    | Lyon-Saint-Exupéry, Paris-Orly En saison : Montpellier-Méditerranée, Strasbourg |
| Volotea             | Marseille-Provence |
| Flynas              | Médine-Prince M. Bin Abdulaziz |
| Tunisair Express    | Tunis-Carthage |
| Turkish Airlines    | Istanbul |
| ASL Airlines France | Bâle-Mulhouse |

Actualisé le 07/06/2024

## Infrastructures liées

### Pistes
L’aéroport dispose de deux pistes. La première, en béton bitumineux, d'une longueur de 3 000 m ; la deuxième en, asphalte, d'une longueur de 2 400 m.

### Aérogares
L'aéroport possède actuellement 2 aérogares. L'aérogare principale a une capacité de 1,2 million de passagers et a été mise en service en juin 2013. Elle a une superficie de 16 200 m2 et possède 2 niveaux.
L'ancienne aérogare internationale d'une capacité de 700 000 passagers va être rénovée et modernisée pour recevoir les vols intérieurs, les vols charters ainsi que les vols de pèlerinages.
L'embarquement des passagers se fait par bus.

### Autres
L'aéroport de Constantine possède également un pavillon d’honneur, permettant la réception de responsables politiques de tous le pays lors de leurs déplacements aéroportés.
D'un service de catering de 1000 plateaux, d'un salon pour les passagers de première classe, d'un parking de 450 places, de divers boutiques, magasins, restaurants, fast-food.

## Accès
L'aéroport est accessible via l'autoroute A2 et la N79 la reliant au cœur de la ville de Constantine et la ville nouvelle d'Ali Mendjeli .
Prochainement, il sera directement relié par le Tramway de Constantine, aujourd'hui, le tramway passe à proximité mais l'aéroport ne dispose d'aucun accès direct vers un arrêt de tramway.